# Baron Windlesham
Baronowie Windlesham 1. kreacji (parostwo Zjednoczonego Królestwa)
- 1937–1953: George Richard James Hennessy, 1. baron Windlesham
- 1953–1968: James Bryan George Hennessy, 2. baron Windlesham
- 1968–2010: David James George Hennessy, 3. baron Windlesham
- 2010 -:  James Rupert Hennessy, 4. baron Windlesham